# Silver Creek (Nebraska)
Silver Creek – wieś w Stanach Zjednoczonych, w stanie Nebraska, w hrabstwie Merrick.